# 우타즈역
우타즈역(일본어: 宇多津駅 우타즈에키[*])은 일본 가가와현 아야우타군 우타즈정에 있는 시코쿠 여객철도의 역이다. 역 번호는 Y09이며, 섬식 승강장 2면 4선을 가지는 고가역이다.

## 타는 곳
| 1 | ■ 요산 선      | 간온지 · 마쓰야마 · 우와지마 방면                | 특급의 일부를 포함                           |
| 1 | ■ 도산 선 직통 | 고토히라 · 아와이케다 방면                       |                                              |
| 2 | ■ 요산 선      | 간온지 · 마쓰야마 · 우와지마 방면                | 특급의 대부분을 포함                         |
| 2 | ■ 도산 선 직통 | 고토히라 · 아와이케다 · 고치 · 스쿠모 방면       | 특급의 대부분을 포함                         |
| 2 | ■ 요산 선      | ■ 다카토쿠 선 직통 특급 '우즈시오' 도쿠시마 방면 |                                              |
| 3 | ■ 세토 대교선  | 고지마 · 자야마치 · 오카야마 방면                |                                              |
| 3 | ■ 요산 선      | 사카이데 · 다카마쓰 방면                         | 특급의 대부분, 보통의 일부                   |
| 3 | ■ 요산 선      | 마루가메 · 다도쓰 · 간온지 방면                  | 일부의 보통                                  |
| 3 | ■ 도산 선 직통 | 마루가메 · 다도쓰 · 고토히라 방면                | 일부의 보통                                  |
| 4 | ■ 요산 선      | 사카이데 · 다카마쓰 방면                         | 쾌속 · 보통의 대부분, 특급 '이시즈치'의 일부 |

## 이용 현황
| 연도     | 하루 평균 승차 인원 |
| 2006년도 | 2,268명             |
| 2008년도 | 2,284명             |
| 2009년도 | 2,144명             |
| -------- | ------------------- |

## 역 주변
- 아오노 산
- 플레이 파크 · 골드 타워
- 우타즈 비브레 워너 마이칼 시네마 우타즈
- 가가와 단기 대학
- 다이소쿠 강
- 가가와 현립 히가시야마 카이 세토우치 미술관
- 호텔 선루트 세토 대교

## 인접 정차역
| 시코쿠 여객철도 요산선      | 시코쿠 여객철도 요산선 | 시코쿠 여객철도 요산선      |
| --------------------------- | ---------------------- | --------------------------- |
| Y 08 사카이데 다카마쓰 방면 | 쾌속 '선 포트' · 보통  | 마루가메 Y 10 마쓰야마 방면 |
| 서일본 여객철도 혼시비산 선 |                        |                             |
| 고지마 자야마치 방면        | 혼시비산 선            | 시·종착역                   |